# ジョエル・マティプ
ジョエル・ジョブ・マティプ（Joël Job Matip, 1991年8月8日 - ）は、ドイツ・ノルトライン＝ヴェストファーレン州 ボーフム出身のドイツ及びカメルーンの元サッカー選手。元カメルーン代表。現役時代のポジションはディフェンダー。

## クラブ経歴

### 生い立ち
ドイツ人の母とカメルーン人のサッカー選手であった父の間にドイツで生まれた。 FCインゴルシュタット04などに所属したマーヴィン・マティプは兄であり、ジョゼフ＝デジレ・ジョブは従兄弟にあたる。

### ユース時代
1997年にVfLボーフムのユースチームにスカウトされ、数年所属した。 

### シャルケ04時代
2000年からはシャルケ04のユースチームにスカウトされ、シャルケの一員になった。2010年3月にシャルケ04のトップチームと3年半の契約を結んだ。

### リヴァプール時代
2015年2月、2015-16シーズン終了後、4年契約でリヴァプールFCに移籍した。
2016-17シーズン、10月30日のクリスタル・パレスFC戦でリヴァプールでの初得点を記録した。2017-18シーズン、レギュラーとして出場していたが、3月31日のクリスタル・パレス戦で負傷離脱、シーズン中の復帰は厳しいだろうとチームから発表された。
2018-19シーズン、UEFAチャンピオンズリーグ 2018-19 決勝のトッテナム戦では先発出場し、トッテナムを無得点に抑え、またディヴォック・オリジの試合を決定的なものとするリヴァプールの2点目のゴールをアシストし、チャンピオンズリーグ優勝に貢献した。
2019-20シーズン以降は度々負傷しチームを離脱、2021年1月28日のトッテナム戦ではシーズン終了が見込まれる足首の大怪我を負った。
2021-22シーズン、第19節で得意のドリブルで持ち運び、味方とのパス交換から得点を決めた。
2023-24シーズンの2023年12月3日のフラムFC戦で右膝前十字靭帯断裂の重傷を負った。2024年5月17日、同シーズン限りで契約満了により退団することが発表された。
2024年10月12日、現役引退を発表した。

## 代表経歴
2009年12月に初めてカメルーン代表に選出された。しかしドイツ代表を選べる立場でもあった為、この時は参加を見送った。2010年3月に、カメルーン代表を選ぶことを発表。イタリアとの親善試合で、初キャップを記録した。同年のFIFAワールドカップメンバーに選出され、日本との初戦に先発出場するも63分に交代。大会を通してこの1試合のみの出場に留まった
2014年、FIFAワールドカップのメンバーに2大会連続で選出され、GS2試合に出場。6月22日のブラジル戦で代表初得点を挙げた。
2015年に24歳にして代表を引退。引退理由として、代表チームの方針に対する不満を挙げている。2022 FIFAワールドカップでは、カメルーン代表が本大会出場権を獲得したことで、リヴァプールで継続的に出場するマティプの代表復帰の話も浮上したが、カメルーンサッカー連盟会長のサミュエル・エトーは絶対にありえないと否定した。

## プレースタイル
センターバックだが、得意のドリブル突破でチャンスを創出する。

## 個人成績

### クラブ
| クラブ       | シーズン | リーグ         | リーグ戦 | リーグ戦 | カップ戦 | カップ戦 | リーグ杯 | リーグ杯 | 国際大会 | 国際大会 | その他 | その他 | 合計 | 合計 |
| クラブ       | シーズン | リーグ         | 出場     | 得点     | 出場     | 得点     | 出場     | 得点     | 出場     | 得点     | 出場   | 得点   | 出場 | 得点 |
| ------------ | -------- | -------------- | -------- | -------- | -------- | -------- | -------- | -------- | -------- | -------- | ------ | ------ | ---- | ---- |
| シャルケ     | 2009-10  | ブンデスリーガ | 20       | 3        | 2        | 0        | -        | -        | -        | -        | 0      | 0      | 22   | 3    |
| シャルケ     | 2010-11  | ブンデスリーガ | 26       | 0        | 4        | 0        | -        | -        | 11       | 1        | 1      | 0      | 42   | 1    |
| シャルケ     | 2011-12  | ブンデスリーガ | 30       | 3        | 3        | 1        | -        | -        | 13       | 1        | 1      | 0      | 47   | 5    |
| シャルケ     | 2012-13  | ブンデスリーガ | 32       | 3        | 1        | 0        | -        | -        | 6        | 0        | 0      | 0      | 39   | 3    |
| シャルケ     | 2013-14  | ブンデスリーガ | 31       | 3        | 3        | 0        | -        | -        | 8        | 1        | 0      | 0      | 42   | 4    |
| シャルケ     | 2014-15  | ブンデスリーガ | 21       | 2        | 1        | 1        | -        | -        | 3        | 0        | 0      | 0      | 25   | 3    |
| シャルケ     | 2015-16  | ブンデスリーガ | 34       | 3        | 2        | 0        | -        | -        | 5        | 1        | 0      | 0      | 41   | 4    |
| シャルケ     | 通算     | 通算           | 194      | 17       | 16       | 2        | -        | -        | 46       | 4        | 2      | 0      | 258  | 23   |
| リヴァプール | 2016-17  | プレミアリーグ | 29       | 1        | 0        | 0        | 3        | 0        | -        | -        | 0      | 0      | 32   | 1    |
| リヴァプール | 2017-18  | プレミアリーグ | 25       | 1        | 2        | 0        | 0        | 0        | 8        | 0        | 0      | 0      | 35   | 1    |
| リヴァプール | 2018-19  | プレミアリーグ | 22       | 1        | 0        | 0        | 1        | 0        | 8        | 0        | 0      | 0      | 31   | 1    |
| リヴァプール | 2019-20  | プレミアリーグ | 9        | 1        | 1        | 0        | 0        | 0        | 1        | 0        | 2      | 1      | 13   | 2    |
| リヴァプール | 2020-21  | プレミアリーグ | 10       | 1        | 0        | 0        | 0        | 0        | 2        | 0        | 0      | 0      | 12   | 1    |
| リヴァプール | 2021-22  | プレミアリーグ | 31       | 3        | 1        | 0        | 4        | 0        | 7        | 0        | -      | -      | 43   | 3    |
| リヴァプール | 2022-23  | プレミアリーグ | 14       | 1        | 1        | 0        | 1        | 0        | 4        | 1        | 1      | 0      | 21   | 2    |
| リヴァプール | 2023-24  | プレミアリーグ | 10       | 0        | 0        | 0        | 1        | 0        | 3        | 0        | -      | -      | 14   | 0    |
| リヴァプール | 通算     | 通算           | 150      | 9        | 5        | 0        | 10       | 0        | 33       | 1        | 3      | 1      | 201  | 11   |
| 総通算       | 総通算   | 総通算         | 348      | 27       | 21       | 2        | 10       | 0        | 79       | 5        | 5      | 1      | 463  | 35   |

| クラブ    | シーズン | リーグ           | リーグ戦 | リーグ戦 | 合計 | 合計 |
| クラブ    | シーズン | リーグ           | 出場     | 得点     | 出場 | 得点 |
| --------- | -------- | ---------------- | -------- | -------- | ---- | ---- |
| シャルケⅡ | 2009-10  | レギオナルリーガ | 3        | 1        | 3    | 1    |
| シャルケⅡ | 2010-11  | レギオナルリーガ | 1        | 0        | 1    | 0    |
| 総通算    | 総通算   | 総通算           | 4        | 1        | 4    | 1    |

## 代表歴

### 出場大会
- カメルーン代表
  - 2010 FIFAワールドカップ
  - 2014 FIFAワールドカップ

### 試合数
- 国際Aマッチ 27試合 1得点（2010年-2015年）[26]

| カメルーン代表 | 国際Aマッチ | 国際Aマッチ |
| 年             | 出場        | 得点        |
| -------------- | ----------- | ----------- |
| 2010           | 6           | 0           |
| 2011           | 3           | 0           |
| 2012           | 4           | 0           |
| 2013           | 6           | 0           |
| 2014           | 7           | 1           |
| 2015           | 1           | 0           |
| 通算           | 27          | 1           |

### 代表での得点
| ＃ | 開催年月日    | 開催地     | スタジアム                             | 対戦国   | 結果 | 試合概要                |
| -- | ------------- | ---------- | -------------------------------------- | -------- | ---- | ----------------------- |
| 1. | 2014年6月23日 | ブラジリア | エスタジオ・ナシオナル・デ・ブラジリア | ブラジル | ●1-4 | 2014 FIFAワールドカップ |

## タイトル

### クラブ
シャルケ04
- DFBポカール：2010-11（英語版）
- DFLスーパーカップ：2011（英語版）

リヴァプールFC
- UEFAチャンピオンズリーグ：2018-19
- UEFAスーパーカップ：2019
- プレミアリーグ：2019-20
- フットボールリーグカップ：2021-22
- FAカップ：2021-22
- FAコミュニティ・シールド：2022（英語版）

### 個人
- PFA月間最優秀選手賞: 2019年9月
- プレミアリーグ月間最優秀選手: 2022年2月